# Dinah Marte Golch

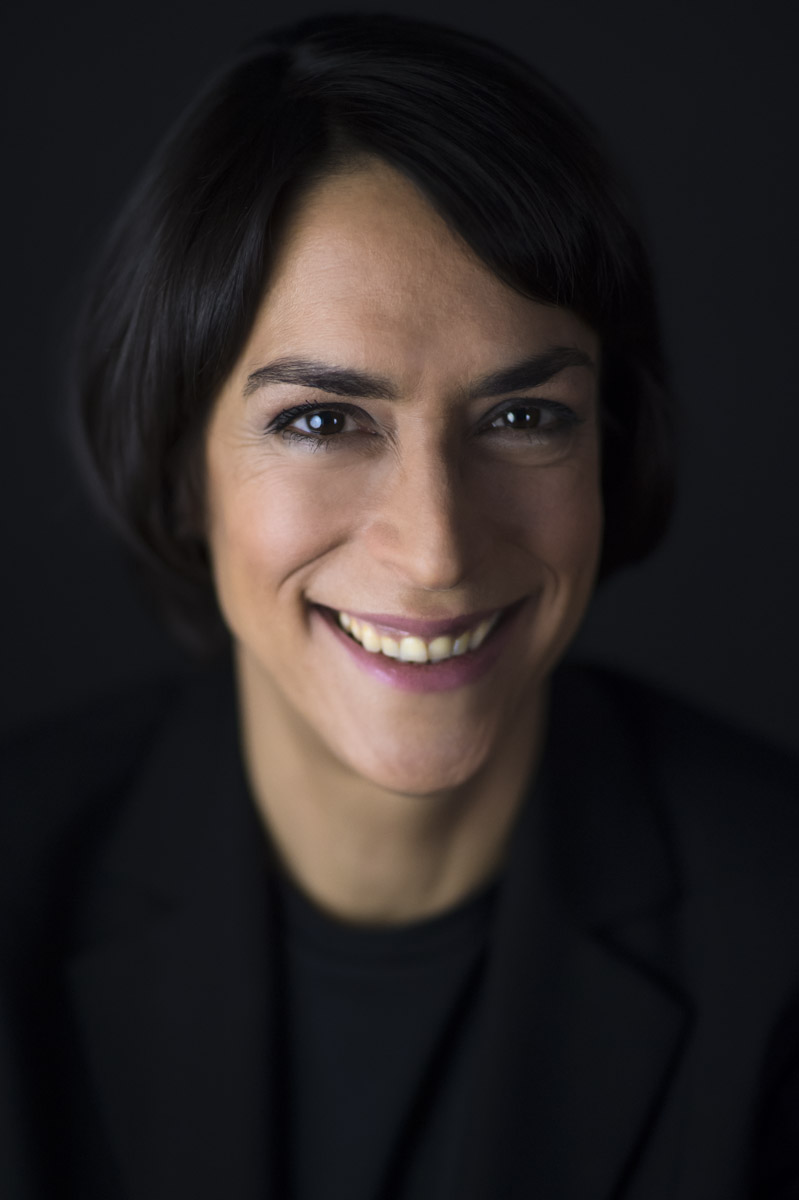
Dinah Marte Golch (2013)

Dinah Marte Golch (* 1974 in München) ist eine deutsche Schriftstellerin und Drehbuchautorin.

## Karriere
Die 1974 in München geborene Golch hat eine Ausbildung zur Trainerin in Gewaltfreier Kommunikation und lebt in Berlin. Vor ihrer Tätigkeit als Drehbuchautorin arbeitete sie von 1991 bis 1998 als Werbetexterin. Von 2004 bis 2007 schrieb sie ihre eigene Krimi-Reihe Stadt, Land, Mord! und betreute die Spielfilme auch als Producerin. Seit 2011 unterrichtet sie regelmäßig als Gastdozentin an der Hochschule für Fernsehen und Film München. Für ihr Drehbuch zum Tatort: Nie wieder frei sein erhielt sie 2011 den Grimme-Preis und den Deutschen Fernsehkrimipreis. Inzwischen wurden mehr als fünfzig ihrer Drehbücher für Tatort und Serien wie Edel & Starck, Der Bulle von Tölz und Berlin, Berlin verfilmt. Im September 2013 erschien ihr psychologischer Kriminalroman Wo die Angst ist im Verlag Kiepenheuer & Witsch als erster Teil einer Reihe.

## Kriminalromane
- 2013: Wo die Angst ist – Der erste Fall für Behrens & Kamm, Kiepenheuer & Witsch
- 2018: Die fehlende Stunde, Kiepenheuer & Witsch

## Filmografie (Auswahl)
- 2002: Edel & Starck (diverse Folgen)
- 2003: SOKO Leipzig (diverse Folgen)
- 2003: Broti & Pacek (diverse Folgen)
- 2004: Der Bulle von Tölz: Der Tölzi
- 2004: Berlin, Berlin (Fernsehserie)
- 2004: Verliebt in Berlin, Telenovela, Konzept
- 2005: Der Bulle von Tölz: Der Zuchtbulle
- 2006–2007: Stadt, Land, Mord! (mehrere Folgen)
- 2010–2016: Tatort
  - 2010: Nie wieder frei sein
  - 2011: Edel sei der Mensch und gesund
  - 2012: Macht und Ohnmacht
  - 2015:  Einmal wirklich sterben
  - 2016: Klingelingeling
- seit 2021: Der Usedom-Krimi (Fernsehreihe)
  - 2021:  Entführt
  - 2021:  Der lange Abschied
  - 2022:  Gute Nachrichten
  - 2022:  Schneewittchen
  - 2023:  Friedhof der Welpen
  - 2023:  Geburt der Drachenfrau
  - 2024:  Emma
- 2023: German Crime Story: Gefesselt (Serie)